# Bảo tàng Xe cộ Lịch sử ở Zabrze
Bảo tàng Xe cộ Lịch sử ở Zabrze (tiếng Ba Lan: Muzeum Pojazdów Zabytkowych w Zabrzu) là một bảo tàng tọa lạc tại số 410 Quảng trường Tự do, Zabrze, Ba Lan.
Trụ sở của Bảo tàng là một tòa nhà nằm trong khuôn viên của Bảo tàng ngoài trời khai thác mỏ Queen Louise. Bảo tàng được điều hành bởi Câu lạc bộ Ô tô Silesia ở Katowice.

## Lược sử hình thành
Bảo tàng Xe cộ Lịch sử ở Zabrze được thành lập theo khởi xướng của Stefan Arendarczyk – chủ sở hữu của phần lớn những chiếc xe được triển lãm trong Bảo tàng. Sự ra đời của Bảo tàng là thành quả hoạt động của Câu lạc bộ Xe cộ Lịch sử ở Zabrze, trực thuộc Câu lạc bộ Ô tô Silesia ở Katowice, được thành lập vào năm 1971.

## Triển lãm
Những ô tô và xe máy tiêu biểu được được trưng bày trong Bảo tàng Xe cộ Lịch sử ở Zabrze bao gồm:
- Franklin (1919)
- Opel P4 (1931) (được sử dụng trên phim trường "Vabank")
- BMW 309 (1934)
- Daimler Majestic Major (1966)
- Xe tay ga Lambretta (1958)
- FSO Polonaise
- Fiat 126 Bis
- Volkswagen Loại 1 (Beetle)

Ngoài ô tô và xe máy, Bảo tàng còn triển lãm các linh kiện, phụ kiện xe hơi, và các thứ khác.

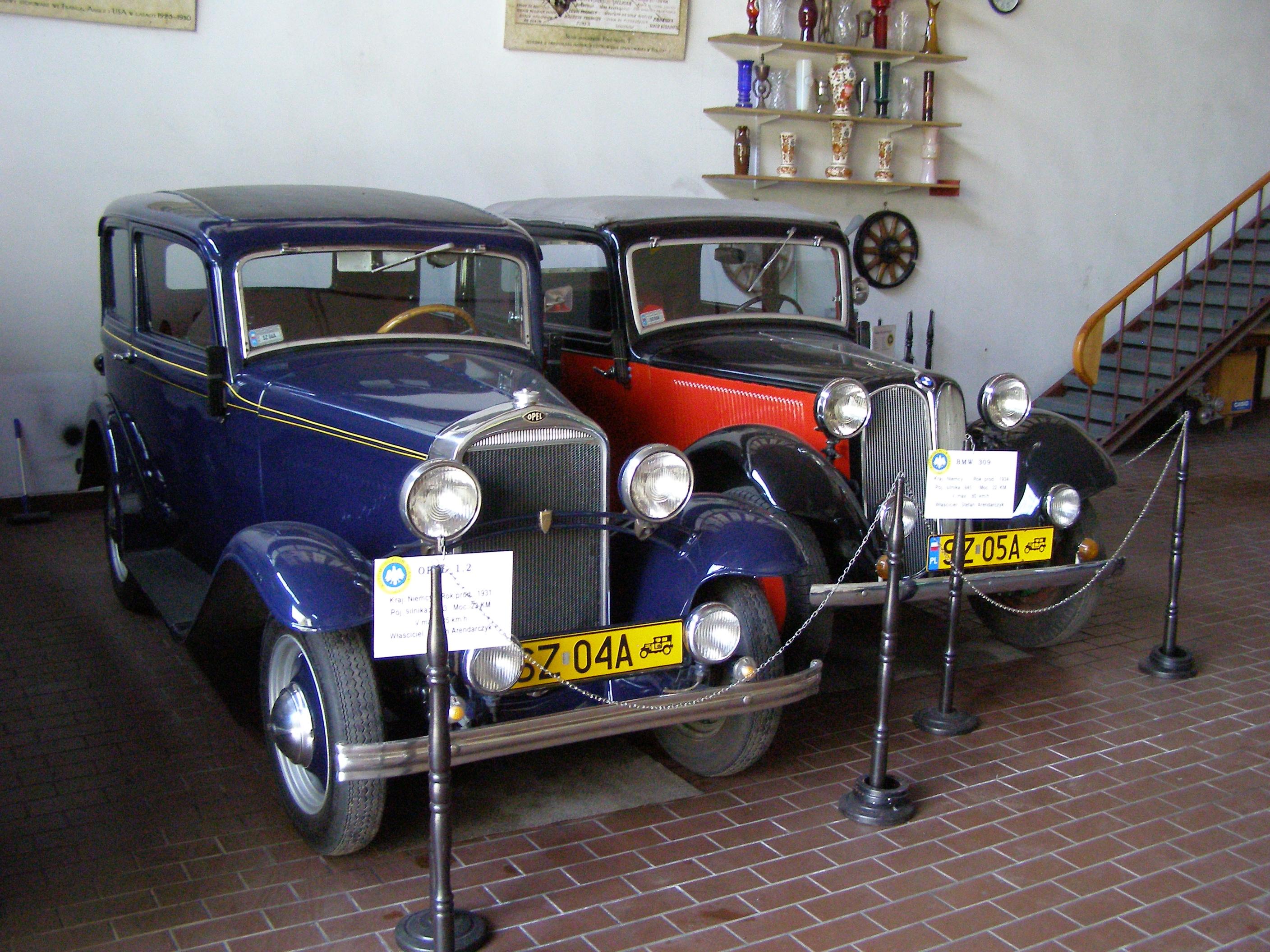
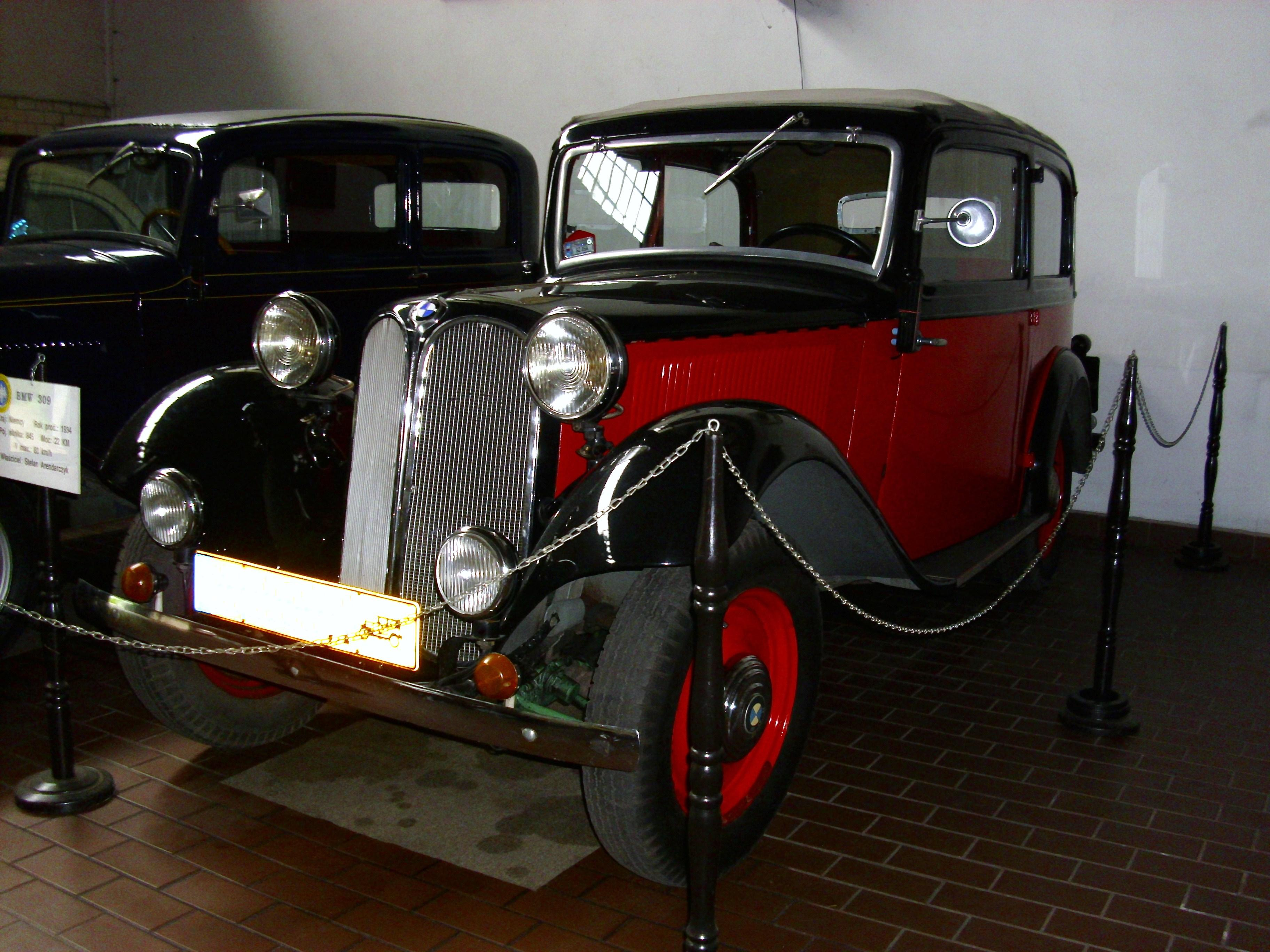
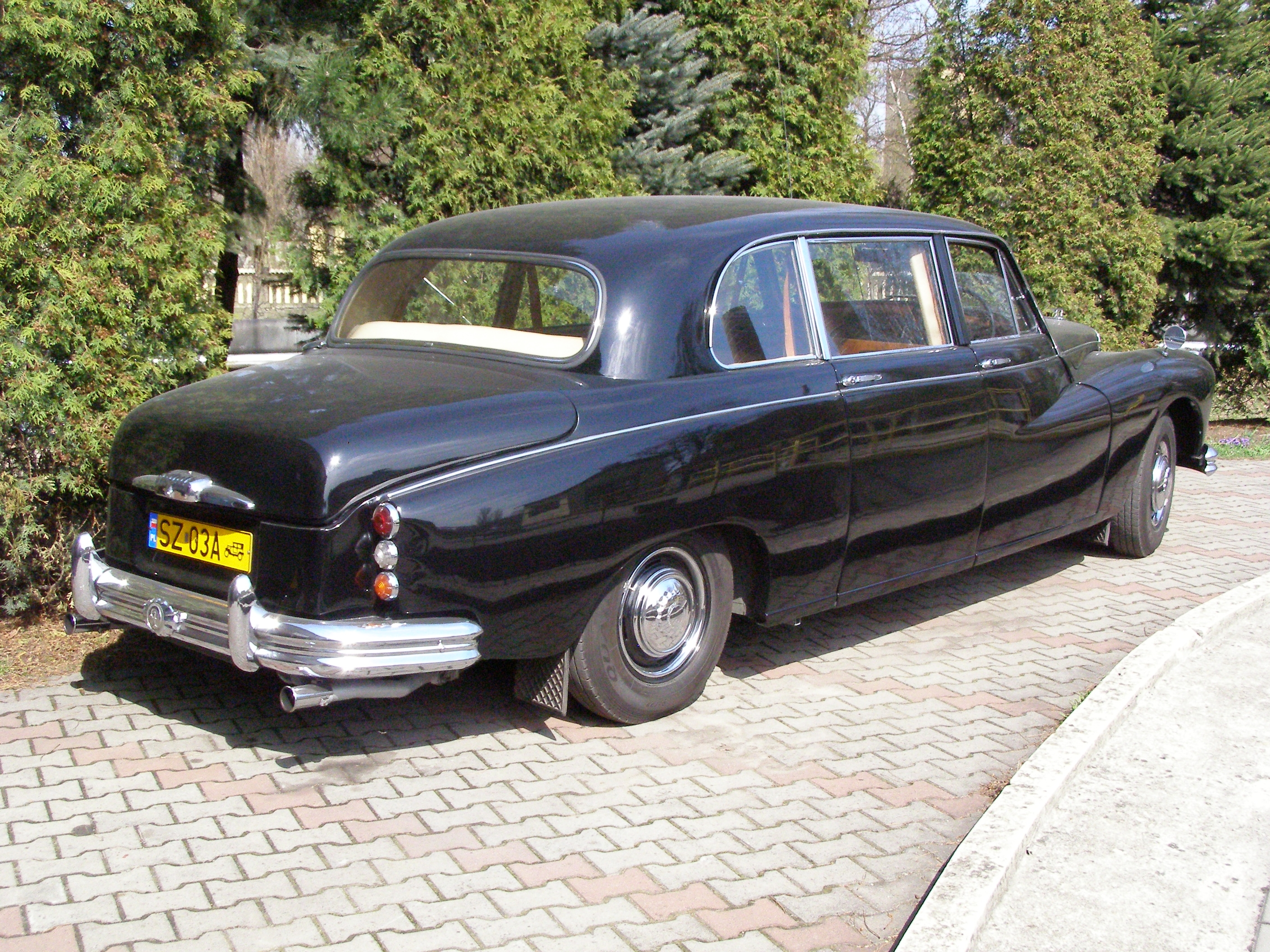

## Giờ mở cửa
Du khách có thể tham quan Bảo tàng Xe cộ Lịch sử ở Zabrze sau khi sắp xếp trước với người phụ trách Bảo tàng qua điện thoại.